# Уилкокс, Роберт (актёр)
Роберт Уилкокс (англ.Robert Wilcox; 19 мая 1910, Рочестер (Нью-Йорк) – 11 июня 1955, Нью-Йорк) – американский актёр театра и кино.

## Биография
Сын врача из Рочестера, штат Нью-Йорк, который умер, когда Роберту было 16 лет. Поступил на учёбу в Университете Южной Калифорнии, но вскоре бросил занятия. 
Увлёкся театром и был замечен в летней постановке «Окаменевшего леса», за которой последовала серия фильмов категории «Б». 
В 1937 году женился на актрисе Флоренс Райс, дочери спортивного обозревателя. Через два года они развелись. 
В начале Второй Мировой войны покинул Голливуд и стал служить в армии, сначала рядовым, а затем капитаном. В 1950 году женился на дважды разведённой актрисе и писательнице  Дайане Бэрримор, которая позже описала их приступы алкоголизма в своей автобиографии 1957 года «Слишком много, слишком рано» (посвятила ему эту книгу). Пара состояла в браке в 1950—1955 годах.
Р.Уилкокс умер 11 июня 1955 года от сердечного приступа в 45-летнем возрасте. Был найден мёртвым в поезде во время поездки в свой родной город Рочестер.
Снялся в 24 кинофильмах.

## Избранная фильмография
- 1937: The Man in Blue
- 1937: Armored Car
- 1937: Carnival Queen
- 1938: Little Tough Guy
- 1938: Городская девушка
- 1938: Gambling Ship
- 1938: Rascals
- 1938: Reckless Living
- 1938: Swing That Cheer
- 1938: Young Fugitives
- 1939: Человек, которого не смогли повесить
- 1939: Погребённые заживо
- 1940: Таинственный доктор Сатана
- 1940: Island of Doomed Men
- 1940: Одинокий волк наносит удар
- 1946: Wild Beauty